# Marang (stad)
Marang is een stad en gemeente (majlis daerah; district council) in de Maleisische deelstaat Terengganu.
De gemeente telt 95.000 inwoners en is de hoofdplaats van het gelijknamige district.